# Strzeż swego serca!

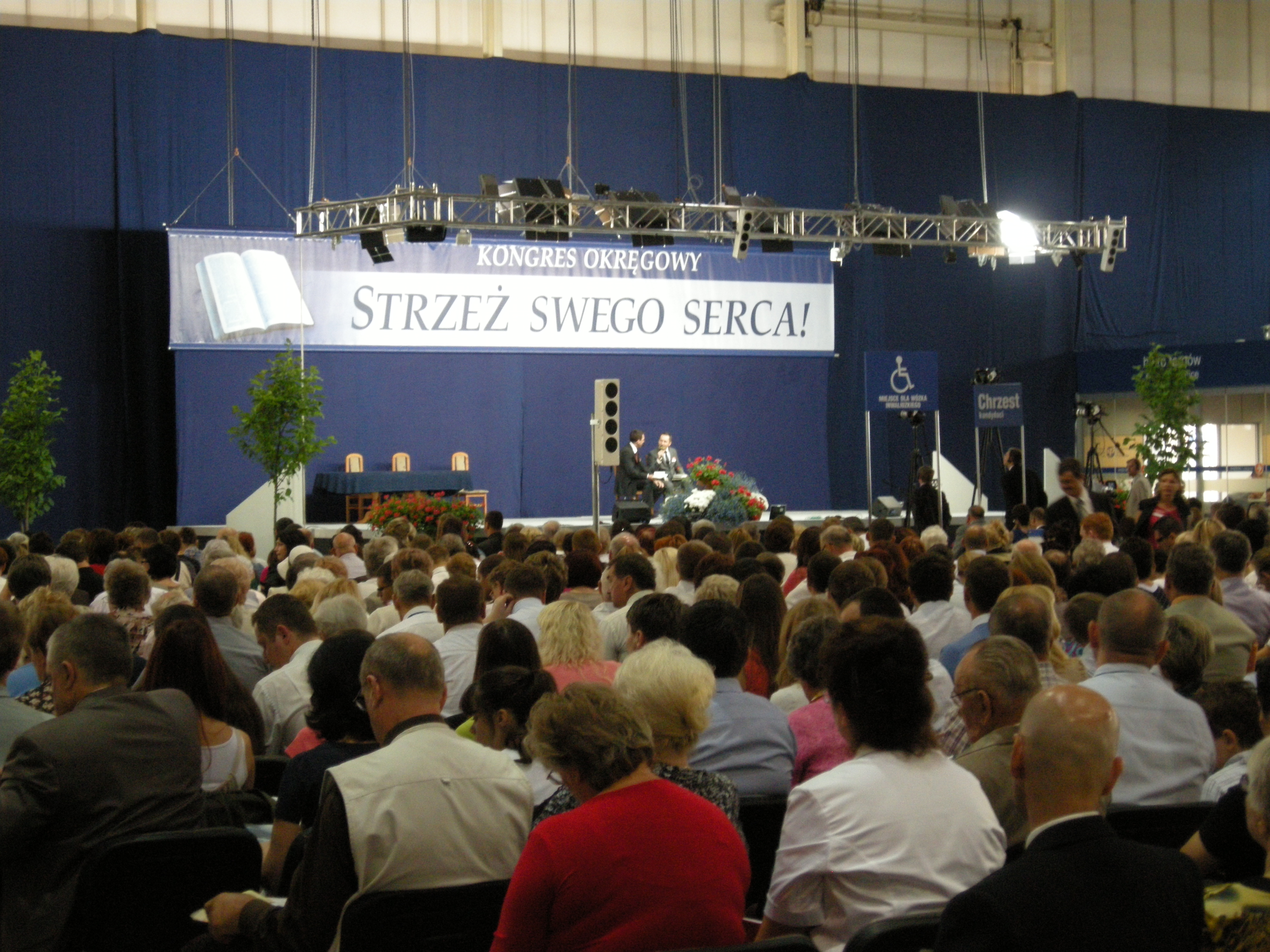
Kongres pod hasłem „Strzeż swego serca!” (Poznań, 2012)

Strzeż swego serca! – ogólnoświatowa seria kongresów (dużych spotkań religijnych) zorganizowanych przez Świadków Jehowy, które rozpoczęły się w maju 2012 roku, a zakończyły w styczniu 2013 roku. W trakcie serii zgromadzeń odbyło się 7 kongresów specjalnych o zasięgu międzynarodowym w 7 krajach świata oraz mniejsze, kongresy regionalne w przeszło 160 krajach.

## Cel kongresu
Myśl przewodnia kongresu była oparta na wersecie biblijnym: Jehowa widzi, jakie jest serce (1 Księga Samuela 16:7) (NW, 1997). Celem kongresu było „wzbogacenie życia duchowego słuchaczy”. Według organizatorów, Ciała Kierowniczego Świadków Jehowy, program kongresu miał na celu „omówienie wersetów biblijnych mówiących o tym, jak dzięki strzeżeniu symbolicznego serca można prowadzić lepsze życie i zyskać widoki na przyszłość. Omówiono w nim biblijne wzmianki o symbolicznym sercu. W poszczególnych punktach, na które składały się przemówienia, wywiady i scenki, słuchowiska oraz przedstawienie, zostało podkreślone, jak zapewnianie ochrony symbolicznemu sercu przyczynia się do duchowej pomyślności, szczęścia oraz poprawy życia rodzinnego.(...) Kongres zwrócił uwagę na temat biblijny mówiący, że stan serca decyduje o jakości obecnego życia i o widokach na przyszłość (...) oraz podkreślił, że Bóg przygląda się co każdy człowiek ma w symbolicznym sercu, i od tego zależy, jak się na niego zapatruje. (...) Pisarze Biblii wspominają o sercu blisko tysiąc razy, niemal zawsze w sensie symbolicznym, dlatego trzeba rozumieć, co wyobraża serce, ponieważ w myśl Księgi Przysłów 4:23 mamy go strzec”. Myśli przewodnie, piątek: „Jehowa widzi, jakie jest serce” (1 Sam. 16:7); sobota: „Z obfitości serca mówią usta” (Mt 12:34); sobota: ‛Służ Jehowie sercem niepodzielnym’ (1 Kron 28:9).

## Kongresy specjalne
- Brazylia: Rio de Janeiro. W kongresie uczestniczyły zagraniczne delegacje, m.in. z Boliwii, Portugalii, Paragwaju i Urugwaju[7].
- Chiny: Hongkong;
- Irlandia: Dublin. Ciało Kierownicze Świadków Jehowy reprezentował Anthony Morris[8].
- Izrael: Tel Awiw. W lipcu 2012 roku w Tel Awiwie zorganizowano kongres specjalny. Program został przedstawiony w języku hebrajskim, angielskim, arabskim, rosyjskim oraz izraelskim migowym. Ogłoszono wydanie Chrześcijańskich Pism Greckich w Przekładzie Nowego Świata w języku hebrajskim (Pisma Hebrajskie (Stary Testament) po hebrajsku został wydany w 2020 roku). W kongresie uczestniczyło 3771 osób, w tym 1500 zagranicznych delegatów, m.in. z Izraela, Grecji, Palestyny, Stanów Zjednoczonych i Włoch. 25 osób zostało ochrzczonych. Ciało Kierownicze Świadków Jehowy reprezentował Stephen Lett[9][10].
- Kostaryka: San José;
- Nowa Zelandia: Christchurch;
- Szwecja: Göteborg (250 delegatów z Polski).

## Kongresy w Polsce
W Polsce odbyły się 24 zgromadzenia, w języku polskim, angielskim, rosyjskim i polskim migowym.
- Od 29 czerwca do 1 lipca
  - Łódź (Sala Zgromadzeń, program w j. angielskim)
  - Koszalin (Amfiteatr)
  - Poznań (MTP)[11][12] Przeszło 10 tysięcy obecnych[13].
  - Sosnowiec (Centrum Kongresowe Świadków Jehowy) Przeszło 7 tysięcy obecnych[14].
  - Zamość (Stadion OSiR)[15]
  - Warszawa (Sala Zgromadzeń, program w j. rosyjskim)
- Od 6 do 8 lipca
  - Kielce (Kadzielnia)[16] Ponad 3,5 tysiąca obecnych[17][18].
  - Kraków (Stadion Cracovii)[19]
  - Sosnowiec (Centrum Kongresowe Świadków Jehowy)[20][21][22]
  - Szczecin (Stadion Miejski) Przeszło 8 tysięcy obecnych[23].
  - Toruń (Motoarena Toruń)[24]
  - Warszawa (Stadion Legii)[25][26]
- Od 13 do 15 lipca
  - Gdynia (Stadion GOSiR)[27][28][29][30]
  - Łódź (Atlas Arena)[31][32][33][2] 11 tysięcy obecnych[34], 101 osób zostało ochrzczonych[35].
  - Łomża (Stadion MOSiR)[36][3][37][38] Ponad 3 tysiące obecnych[39]
  - Rzeszów (Hala Podpromie)[40]
  - Sosnowiec (Centrum Kongresowe Świadków Jehowy)[41][42].
  - Wrocław (Stadion Miejski)[43] Przeszło 18 tysięcy obecnych[44][45]
  - Zielona Góra (Hala CRS)[46][47]
- Od 20 do 22 lipca
  - Lublin (Hala Sportowo-Widowiskowa „Globus”)[48]
  - Ostróda (Stadion Miejski)[49][50]
  - Sosnowiec (Centrum Kongresowe Świadków Jehowy)
- Od 27 do 29 lipca
  - Warszawa (Sala Zgromadzeń, program w polskim j. migowym)

## Ważne punkty programu
- Przedstawienie[b]: Czym jest prawdziwa miłość?[51][52].
- Słuchowisko: Umacniajmy swe serca, żeby niestrudzenie dawać świadectwo (Mt 27:32–28:15 oraz Łk 24:8–53)[53][54].
- Wykład publiczny: Rzeczy dawniejsze nie przyjdą do serca[5][52].

## Kampania
Kongresy poprzedziła trzytygodniowa ogólnoświatowa kampania informacyjna – szósta tego rodzaju, polegająca na rozpowszechnianiu specjalnych zaproszeń na kongresy zorganizowane w ponad 160 krajach. Wstęp na kongresy był wolny, również bez zaproszeń.